# MKB 16
Die schmalspurige Dampflokomotive MKB 16 der meterspurigen Mindener Kreisbahnen (MKB) für den gemischten Betrieb wurde von Borsig 1916 auf Bestellung einer Privatbahngesellschaft in Brasilien gebaut. Sie kam nach dem Ersten Weltkrieg zu den MKB, war dort die einzige Lokomotive mit Schlepptender und wurde bis 1956 eingesetzt. Danach wurde sie ausgemustert und später verschrottet.

## Geschichte
Die Lokomotive war ein Gelegenheitskauf der Mindener Kreisbahnen, bestellt wurde sie von einer Privatbahngesellschaft in Brasilien. Wegen der Kriegsereignisse des Ersten Weltkrieges kam die Lokomotive nicht mehr zur Auslieferung. Die Lokomotive wurde 1921 von den MKB übernommen und 1923 als einzige Lokomotive mit Schlepptender in Dienst gestellt.
Die Lokomotive hatte den Spitznamen Löwenschreck, den sie auf Grund ihrer lauten Dampfpfeife von den Kreisbahnern erhielt. Obwohl die Mindener Kreisbahnen auch eine Drehscheibe besaßen, ließ ihr Gesamtradstand mit Tender ein Drehen der Lok nicht zu.
Als bei den MKB ab 1938 die Umspurung auf Normalspur begann, erhielt die Lokomotive zusätzlich zur Mittelpufferkupplung eine herkömmliche Zug- und Stoßeinrichtung, um auch Normalspurfahrzeuge im Dreischienengleis bewegen zu können. Nach ihrem Einsatzende wurde sie ab 1956 bei einer Großwäscherei in Minden als stationäre Dampfmaschine verwendet. Um 1958 wurde die Lokomotive ausgemustert.

## Konstruktion
Die Lokomotive war mit einem Blechrahmen ausgerüstet, in ihm waren die drei Treibachsen fest gelagert. Die Bauart der Laufachse ist nicht bekannt.
Die Rauchkammer besaß fast den gleichen Durchmesser wie der Langkessel. Markant war die Halterung der Rauchkammer und der Krempenschornstein, der ähnlich wie bei bayerischen Lokomotiven gestaltet war. Der Kessel bestand aus drei Schüssen; auf dem ersten Schuss saß der Sandkasten, es wurden die erste Achse von vorn und die zweite von hinten gesandet. Auf dem zweiten Schuss saß der Dampfdom, vor beiden besaß die Lok ein großes Dampfläutewerk.